# 陈元直 (1918年)
陈元直（1918年3月—2010年4月26日），男，河南宁陵人，中华人民共和国政治人物，曾任中共黑龙江省委常委、宣传部部长，黑龙江省人大常委会副主任。